# 安武洋子
安武 洋子（やすたけ ひろこ、1928年7月26日 - 2019年8月8日）は、日本の政治家。参議院議員（日本共産党公認、通算2期）。日本共産党中央委員会名誉幹部会委員。安武ひろ子とも表記。

## 来歴
兵庫県神戸市出身。兵庫県立第二神戸高等女学校（現・兵庫県立夢野台高等学校）を卒業後、兵庫県総評婦人部長などを経て、1974年の参院選で兵庫県選挙区から出馬し初当選を果たす。当選2回。原水爆禁止日本協議会副理事長として核廃絶運動にも取り組んだ。
2019年8月8日午後7時27分、肺がんのため兵庫県明石市の病院で死去。91歳没。

## 政歴
- 1974年 第10回参議院議員通常選挙 兵庫県選挙区 当選
- 1980年 第11回参議院議員通常選挙 兵庫県選挙区 当選
- 1986年 第12回参議院議員通常選挙 兵庫県選挙区 落選